# Ratpenat de Deignan
El ratpenat de Deignan (Myotis horsfieldii) és una espècie de ratpenat de la família dels vespertiliònids. Viu a Indonèsia, la Xina, Malàisia, Myanmar, les Filipines, Tailàndia i el Vietnam.